# Milice communale
Une milice communale était un type de milice qui était créé au sein d'une « commune », dans le sens du terme au Moyen Âge, c'est-à-dire de ville qui avait acquis, par charte de franchise une certaine autonomie vis-à-vis de son suzerain.

## Fonction
Fonctions principales :
- assurer la sécurité intérieure (fonction de police) et extérieure de la ville ;
- participer à la levée de l’ost.

Dans ce dernier cas, et si les finances le permettaient, l'armement des milices était complété car rudimentaire.

### Guerre
Les milices furent également utilisé à diverses reprises en tant qu'auxiliaires sur les champs de bataille, lors de la bataille de Muret de 1213, la bataille de Bouvines en 1214 ou encore la bataille de Courtrai en 1302 par exemple.

## Sources